# Théodora Ire
Théodora Ire ou Théodora l'Ancienne (née vers 870 et morte après 916), aristocrate romaine, est l'épouse du vestararius et magister militum Théophylacte, la mère de Marozie et la grand-mère du pape Jean XI.

## Biographie
Senatrix et serenissima vestaratrix de Rome, elle fut la concubine du pape Serge III, dont le pontificat, autant qu'on le connaît, ne se signala par rien d'autre que par les débordements de la pornocratie de Théodora et de ses filles ; c'est une période qu'on a appelée le « règne des Catins » ou le « gouvernement romain des putains ».
Theodora fut la grand-mère du pape Jean XI, un fils de Marozie et — selon Liutprand de Crémone et le Liber Pontificalis — du pape Serge III. Une troisième source contemporaine, pourtant — l'annaliste Flodoard (c. 894-966) —, dit que Jean XI était le frère d'Albéric II, ce dernier étant issu de Marozia et son mari Albéric I. En ce cas Jean serait probablement lui aussi le fils de Marozia et d'Albéric Ier.
Theodora a été qualifiée par Liutprand de « prostituée éhontée... qui a exercé le pouvoir sur la communauté romaine comme un homme. » Mais cet évêque de Crémone a été décrit par la Catholic Encyclopedia comme souvent injuste envers ses adversaires et il pourrait être partial dans ses jugements ; au reste un autre historien de l'époque, Eugenius Vulgarius, va jusqu'à écrire que Théodora « était remplie de vertus authentiques », ce qui est exagéré dans l'autre sens.
```
Théodora dite 
l'Ancienne

 ép. 
Théophylacte

 │
 └─
Marozie
 (?-?). 
   1) 905 relation supposée avec 
Serge 
III
 (
pape)
 donnant Jean XI
   2) 906 ép. 
Albéric 
I
er
  :  enfants (Jean XI?), Albéric II
   3) 925 ép. 
Guy de Toscane
 (cf. 
Carolingiens
)

   4) 932 ép. 
Hugues d'Arles
 (cf. 
Bosonides
) (demi-frère par la mère du précédent)
```